# となりのトトロ
『となりのトトロ』（英語: My Neighbor Totoro）は、1988年4月16日に公開されたスタジオジブリ制作の日本のアニメーション映画。宮崎駿監督の長編アニメーション映画第4作で、昭和30年代前半の日本を舞台にしたファンタジー作品。
田舎へ引っ越してきた草壁一家のサツキ・メイ姉妹と、子どもの時にしか会えないと言われる不思議な生き物・トトロとの交流を描く。キャッチコピーは「このへんな生きものは まだ日本にいるのです。たぶん。」。『火垂るの墓』との同時上映であり、同作品との共通キャッチコピーは「忘れものを、届けにきました」。

## 制作の経緯

### 初期イメージボード
本作の原型となる構想は、宮崎駿が1970年代に日本アニメーション、そしてテレコム・アニメーションフィルムに在籍していたころに書き連ねていたイメージボードに残されている。宮崎によれば、当初は本作品を絵本にするつもりであったという。その後イメージボードと企画書を東京ムービーに提出し、テレビスペシャルなどへの採用を模索していたとされるが、この企画は通っていない。
なお、押井守・鈴木敏夫・川上量生の三者鼎談で押井、鈴木両名の述懐によると、「もともとは人間とトトロ族の戦いの話だった。太古の昔、人間とトトロ族が戦って、トトロ族は負けた。そのなかの生き残り、それが映画では現代の所沢にトトロ族の末裔がひょこっと顔を出した話」という。この物語のプロットは、後に高畑勲原作・監督・脚本の『平成狸合戦ぽんぽこ』に活かされることになる。

### サツキとメイの誕生
前述の初期イメージボードの段階では、主人公の女の子は1人で、メイに似た容姿をした5歳の女の子であり、サツキとメイのデザインと性格が混在していた（容姿はメイ、服装はサツキのものとして残された）。この初期構想の少女が描かれた絵は劇場パンフレットの他、小説版の表紙カバーなど、様々な媒体にも採用されている。女の子イメージの一部は、宮崎がAプロダクションに在籍したときに設定や演出に参加した『パンダコパンダ』からも採られている。
宮崎によれば、この段階では、自らがイメージボードに描いた、女の子がトトロと出会う2つの場面（雨のバス停の時と昼間の家の庭の時）をどうするか未決定であった。その後、本作品の映画化決定の約1年前に主人公を2人の姉妹にして、それぞれが別の場面でトトロと出会うことを思いつき、サツキとメイの2人が生まれたという。一方、現在のスタジオジブリのプロデューサーである鈴木敏夫は、2008年7月12日放送の特別番組において、「もともと同時上映の『火垂るの墓』ともども60分の尺の予定が、『火垂るの墓』が90分に延びることになったので、じゃあトトロも80分以上にしようって話になった。どうやって20分も延ばすか悩んでいたが、宮崎監督が『主人公を姉妹にすれば、20分くらい延びるだろう』と言い出し2人になった」と語っている。
実際には鈴木の発言と異なり、宮崎が「中編劇場アニメーション作品（60分）」として書いた本作品の企画書（1986年12月1日）の段階で、すでにサツキ（小学校3年生）とメイ（5歳）の姉妹が主人公として設定されている。
劇場公開時のポスター（後にビデオ、DVDのパッケージ、日本テレビ『金曜ロードSHOW!』の番組紹介でも使用）は、本編同様にサツキとメイがトトロと並ぶ図案が検討されていたが、デザイン上の都合で二人ではうまく描けなかったため、この初期イメージの女の子がトトロと雨降りのバス停で立っているイラストが使われている。

### 企画の難航
宮崎は『天空の城ラピュタ』の公開を終えた後、1986年11月に「トトロ」の企画書を徳間書店に提出する。しかし、舞台が昭和30年代となっていることや題材が地味であることに加え、当初60分程度の中編映画として企画されたために単独での全国公開は難しかったことから、制作企画会議において承認を得るまでには至らなかった。そこに、高畑勲が検討していた『火垂るの墓』を同時上映する案が浮上し再度企画を持ち込んだが、オバケに墓という組み合わせが顰蹙を買って承認されず企画自体が頓挫しそうになった。だが、『火垂るの墓』の原作小説を刊行している新潮社が企画に賛同し『火垂るの墓』の出資、製作にすることとなり、徳間書店と新潮社の共同プロジェクトとして中編2本体制が確立することとなった。

### 制作体制
制作母体は前回同様、スタジオジブリが選ばれた。高畑班が従来のスタジオに入り、宮崎班は新設した第二スタジオに準備室を設営する。高畑、宮崎の信頼に堪える主要スタッフ（アニメーター）は限られており、人員のやりくりに制作側は苦慮を迫られた。高畑側が旧知のベテランを集めた一方で、宮崎側は作画監督の佐藤好春、美術監督の男鹿和雄のように、新しく参入したスタッフを中心に制作することとなった。
両作品とも60分の中編になるはずだったが、結局は予定を超えて90分前後の長編映画となった。宮崎によると、冒頭の引っ越しの絵コンテを書き上げた段階で、この作品が予定の時間に収まりきらないことが分かり、高畑の『火垂るの墓』も同様な状況であることを聞いて、時間を延ばすことにしたという。また『火垂るの墓』で登場する蛍やトマトは一切出さないことにしたなど、『火垂るの墓』との重複を意識して避けたと語っている。

### 公開後
宮崎は、「登場人物たちは作品完成後も年々自分の頭の中で年を重ねており、現在では主人公も嫁いで元気に暮らしている」と述べている。「（宮崎の中では）そのまま若いままではいないです。いませんよ。そりゃあ。もうあの人たち（さつきとメイ）はすっかりもう成人になってます。すっかりいい娘になって、その後結婚した後は、知らない（笑）」という。

## 反響
観客動員数は約80万人。配給収入が5.9億円と『風の谷のナウシカ』を大きく下回り、前作『天空の城ラピュタ』とほぼ同程度となるなどあまり振るわず、興行的には外れてしまう。本作などで生じた赤字を回収する目的で次作『魔女の宅急便』が製作されることとなった。
しかしキネマ旬報の「日本映画ベストテン」第1位など、各種日本映画関係の作品賞を獲得。更に1989年4月28日以降、日本テレビ放送網の『金曜ロードショー』でジブリ最新作公開年の夏、最新作公開日前夜の放送日等に放映されており、毎回高視聴率を記録する。2010年7月23日には『金曜ロードショー』枠で1989年4月のテレビ初放送から数えて12回目のテレビ放送が実施され、全12回中10回目の視聴率20%越えを達成した（ビデオリサーチ調べ、関東地区・世帯・リアルタイム）。 
英有力誌「Time Out」が発表した「長編アニメーション映画オールタイムトップ50」において、ディズニーやピクサーの名作を抑え、第1位に選ばれた。英映画情報誌「Total Film」の「史上最高のアニメーション映画50本」では第6位となった。 
2022年、英国映画協会が発表した「史上最高の映画100選」においては第72位に選ばれ、アニメーション映画としては最高位に位置するなど、本作は史上最高の映画の1つとして広く認められている。 
トトロのキャラクター商品第一号である、映画公開時に宣伝用に販売したぬいぐるみは合計666,920個を販売し、1989年末にサン・アローから発売されたぬいぐるみ（前述の物とは異なる）を1990年に『となりのトトロ』がテレビ放映された際に視聴者プレゼントしたところ、日本テレビに200万通の応募はがきが殺到した。サン・アローから発売された「となりのトトロ」のぬいぐるみは1991年2月時点で、大トトロが計約100万個、中トトロと小トトロが計約60万個、その他が計約50万個（合わせて計約210万個）を販売した。キャラクター人気と販売の好調ぶりを、ジブリのプロデューサーである鈴木敏夫は「一番の稼ぎ頭」と表現している。なお、元々鈴木と宮崎はキャラクターグッズに否定的であったが、上記のサン・アローの関係者が見本を持ってきて、これの出来がよく、宮崎が許可を出した。またキャラクターとして定着したトトロは、『おもひでぽろぽろ』以降、スタジオジブリのシンボルマークとしても使われている。ジブリ映画にはブルーバックにトトロが描かれたものが使用されるようになり、以前の作品がビデオやDVD化される時も本編に追加されるようになった。 
1997年6月27日にはブエナ・ビスタ・ホーム・エンターテイメントよりビデオが発売され、発売後約1か月で100万本を出荷するヒットになった。そして、2001年9月28日にはブエナ・ビスタ・ホーム・エンターテイメントよりDVDが発売された。こちらもオリコンDVDチャートで前人未到の500週ランクインを達成し、国内DVD売上もアニメ作品史上4作目となる100万枚を突破している。
黒澤明は「ネコバスが凄く気に入った」と語っており、「黒澤明が選んだ100本の映画」にてアニメ作品で唯一本作が選ばれている。『トイ・ストーリー』や『ファインディング・ニモ』の監督・総指揮で知られるジョン・ラセターは「僕の人生で最も好きな映画の1つだよ」と述べている。
2005年開催の「愛・地球博」では、本作に登場した「草壁家」が『サツキとメイの家』として再現され、長久手会場に建設された。好評により博覧会終了後も保存され、愛・地球博記念公園での予約制での見学を経た後に、2022年から同園内に開設されたジブリパークの「どんどこ森」エリア内にて公開されている。
本作のヒットにより、各地で本作をイメージさせる場所や物が話題となり観光名所になるといった現象が発生した。
- 大分県佐伯市宇目の轟（ととろ）地区に、大分バス「ととろ」バス停（佐伯 - 木浦線）があり、付近に居住していた子どもが「ととろのバス停にとなりのトトロがいたら」と話し、母親が1992年にねこバスやトトロの人形や手書きパネルを置いた[37]。いつしかトトロを彷彿させるその名称やパネルが注目され、2000年に新聞報道されてから、この「ととろの里」[38]は、旧宇目町の人気観光地のひとつとなった。近年、人形やパネル等が増えすぎたため、その多くはバス停近隣に整備された小公園「トトロの森」に移され、バス停に残る大型のパネルはトトロとサツキ&メイのもののみとなった。
2013年4月のダイヤ改正で佐伯－木浦線は廃止されたが、ととろバス停は大分バスの配慮によってバス運行当時の姿のまま残されていた。その後、老朽化のため2015年2月下旬に地区住民の土地提供により、80メートル程離れた場所に移設、修復され佐伯市コミュニティーバスのバス停として活用されている[39]。

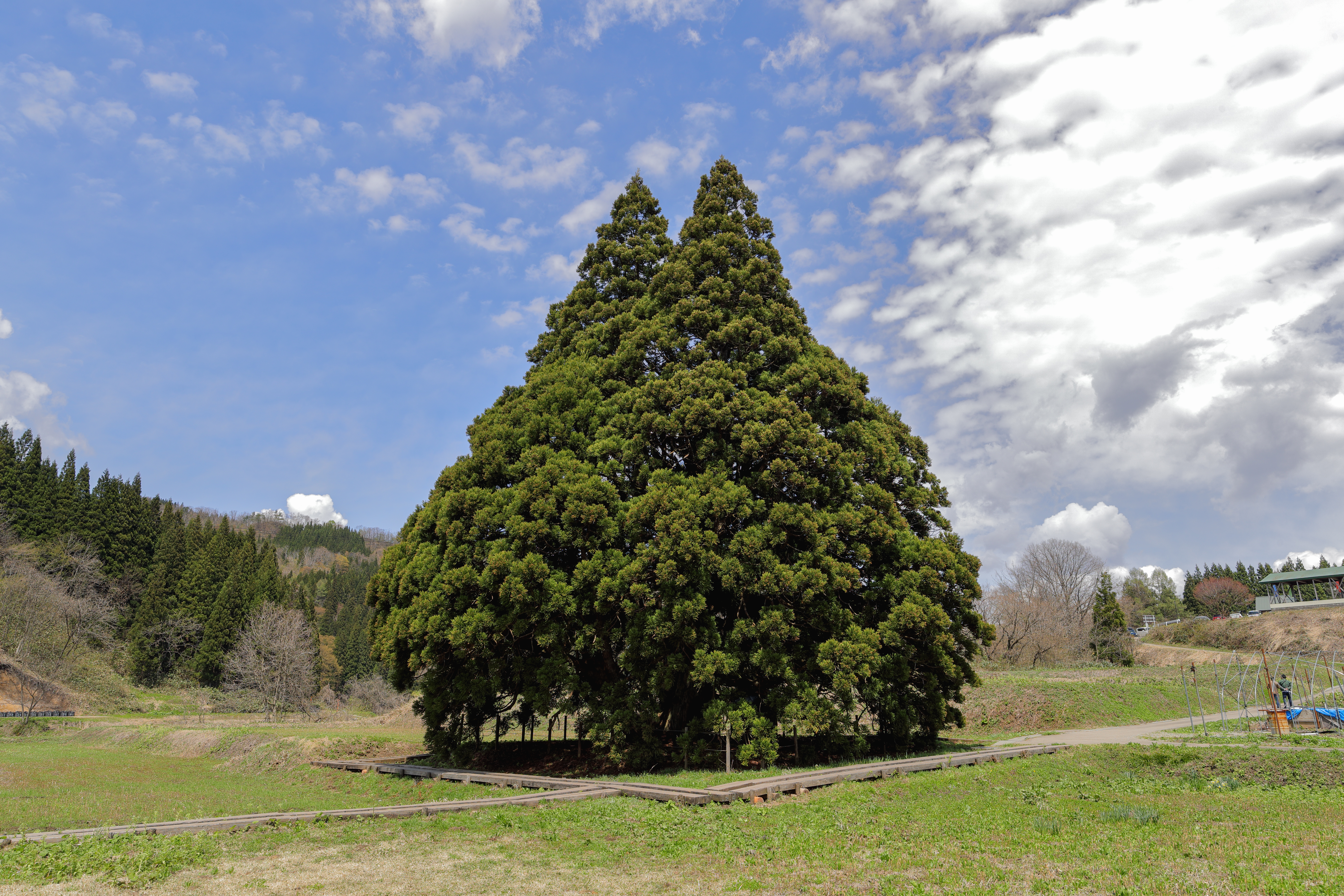
山形県最上郡鮭川村小杉の小杉の大杉

- 山形県最上郡鮭川村小杉には、トトロに似た形をした「小杉の大杉」がある。藩政時代からの由緒ある木であり、夫婦で見ると子宝が授かると言われている。
- 山形県米沢市李山地区にもトトロの木がある。
- 東京都杉並区阿佐谷北には通称「トトロの家」と呼ばれる家があり、宮崎駿著書「トトロの住む家」で「トトロが喜んで住みそうな懐かしい家」と紹介され、モデルになったとされる。この家屋は、1924年（大正13年）に、東京市震災復興局の近藤謙三郎が設計したものであった[40]。杉並区が所有者から買い取り公園として残される予定であったが、2009年2月14日深夜に発生した外部侵入者による放火が疑われる火災により全焼してしまった。その後再建は見送りになったものの、宮崎駿のデザインスケッチを元にした公園へと生まれ変わることに決まり[41]、2010年7月25日に「Aさんの庭」としてオープンした（所在地: 杉並区阿佐谷北五丁目45番13号）[40]。
- 北海道深川市の戸外炉峠（ととろとうげ）では、付近の畑で農作業する人の休憩所として使われていた廃車バスが、1998年頃地元のまちづくりグループの手でネコバス模様に塗装され、ダミーのバス停なども置かれている[42]。

バンダイが行ったアンケート「バンダイこどもアンケートレポート」によると、0歳から12歳までのこどもがいる保護者を対象に行ったアンケートにおいて、作品の公開から20年以上経過している2011年1月（集計は前年10月に実施）時点で、こどもに見せたい映画の第1位を獲得しており、依然として根強い人気の映画と評価されている。また、集計を行ったバンダイは、親にとってサツキとメイは理想の女の子であると分析している。
フェイス・ワンダワークスが2015年に発表した、GIGAエンタメロディで15年間で最も多くダウンロードされた着信メロディを集計した「着信メロディ15年間ランキング」では、本作からは「となりのトトロ」が3位、「さんぽ」が8位に入り、トップ100圏内にはそれに加えて「風のとおり道」「となりのトトロ（オルゴール）」「ねこバス」の計5曲がランクインした。
2010年7月10日に公開されたピクサー映画『トイ・ストーリー3』では、大トトロのぬいぐるみが出演。声は発しないが、歯をむき出して笑う顔を見せる。
『別冊宝島』には1988年のサブカル・流行の1つとして『となりのトトロ』が紹介されている。
2020年11月3日には、作品の舞台とされている埼玉県所沢市の市制施行70周年を記念して、市内にある西武鉄道所沢駅の発車メロディが本作のオープニングテーマである「さんぽ」とエンディングテーマの「となりのトトロ」に変更されている。また、翌4日には同駅の東口ロータリーに本作のキャラクターを模ったモニュメントが設置されている。モニュメントは横130センチ、高さ89センチ、奥行き140センチ、重さ430キロのブロンズ製で、行先表示が「ところざわ」になっているネコバスの前に葉の傘をさした大トトロが立ち、後ろの窓からはサツキとメイが並んで顔をのぞかせている。

## 作品のモチーフ
時代設定は昭和30年代初頭（カレンダーは1952年及び1958年の日付）とされているが、宮崎は「テレビのなかった時代」と述べており、特定の年代を念頭に置いて演出したわけではない。後に宮崎は、1953年を想定して作られたとも述べている。スタジオジブリが協力して製作された2005年の愛・地球博のパビリオン（2022年11月からジブリパークの施設の一つとなる）「サツキとメイの家」の公式サイトでは「昭和30年代の家」と明記されている。

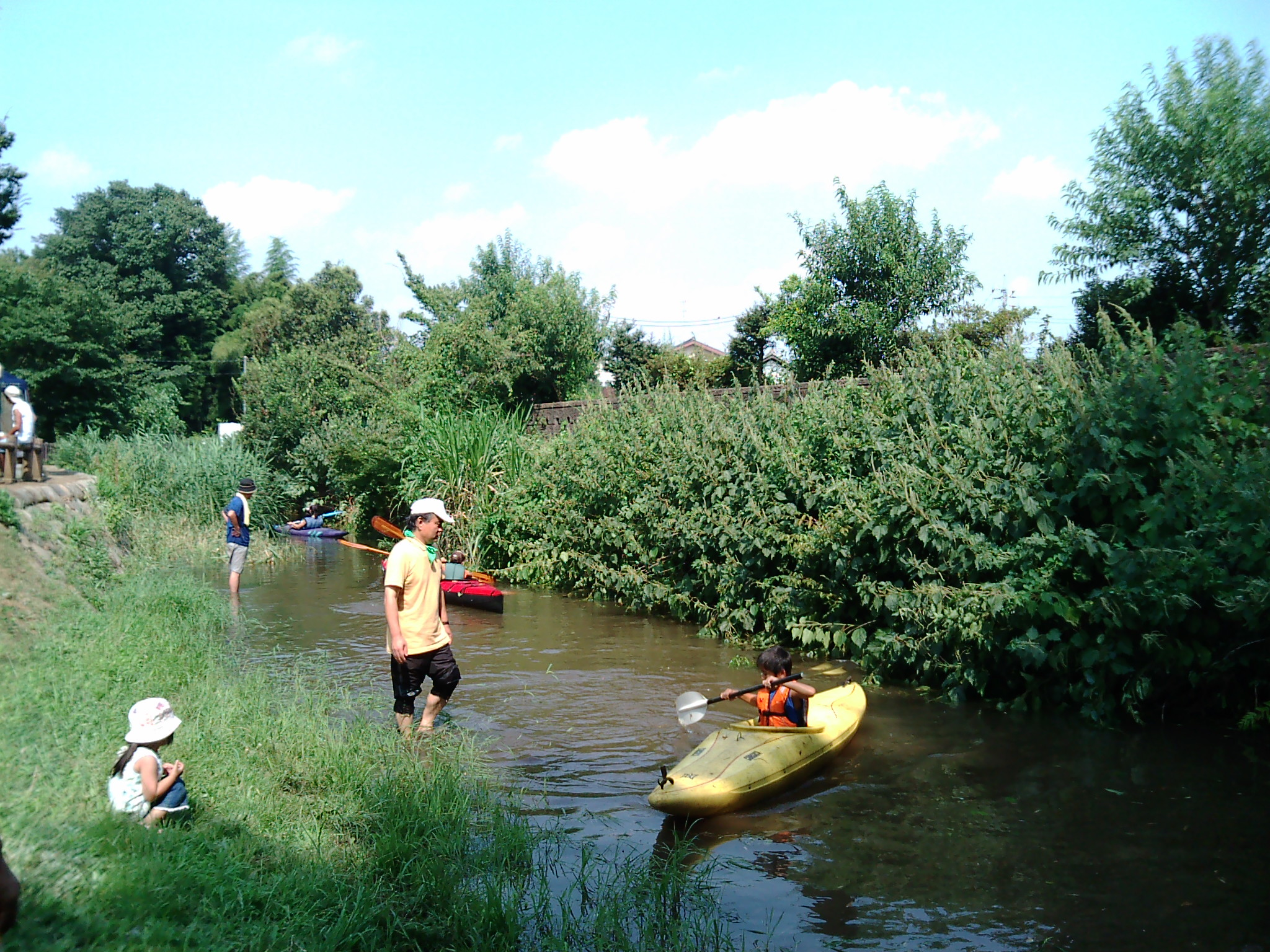
八国山（東京都東村山市・北山公園）

宮崎は、トトロと主人公たちが住んでいる緑豊かな集落のイメージの由来について、かつて在籍した日本アニメーションのある聖蹟桜ヶ丘、子供のころに見て育った神田川、宮崎の自宅のある所沢、美術監督の男鹿和雄のふるさと秋田など様々な地名を挙げており、作品の風景はこれらが入り混じったものであって、具体的な作品の舞台を定めたのではないとしているが、2018年に発売された「トトロが生まれたところ」という本で、宮崎本人が所沢が舞台となったと記してある。その他にも、宮崎の親族が神奈川県の鶴巻温泉で経営する温泉旅館「元湯・陣屋」の名前が挙げられることもある。その後、宮崎が1990年代から狭山丘陵の「トトロの森」保全運動に携わったり、所沢の地名が形を変えて作品に取り入れられていることもあって、所沢市がその舞台として紹介されることもある。
「トトロ」の名前の由来は「所沢にいるとなりのオバケ」を縮めたものとされ、宮崎監督の知人の少女が所沢を「ととろざわ」と発音していたことに由来するとも言われている。トトロの原型となっているのは、宮沢賢治の『どんぐりと山猫』である。劇中ではトトロについて、サツキが「絵本に出てたトロルのこと？」とメイに聞き、メイが「うん」と答える場面があり、そうみなす描写があるが、エンディングで姉妹にお母さんが「三匹の山羊 (やぎ) 」と題した絵本を読み聞かせている描写があり、この本をトロルの登場する昔話『三びきのやぎのがらがらどん』とする読み解きも行われている。（ただし福音館書店から『三びきのやぎのがらがらどん』の日本語版が発行されたのは昭和40年であり、昭和30年代初頭を設定とするトトロとは時代が合わない）

### 狭山丘陵との関連性
作品の固有名詞には埼玉県所沢市から東京都東村山市にかけて広がる狭山丘陵の地名を元にしたものがある。また劇中、草壁家の引っ越しの場面で「狭山茶」の張り紙をした箱が登場する。
- 埼玉県所沢市松郷
  - 所沢市の東部、浦和所沢バイパス松郷交差点付近の地名で、草壁家が住む「松郷」のモデルとなったとされる[65]。西武バス [所59] 「エステシティ所沢〜所沢車検場前〜東所沢駅（武蔵野線）〜所沢駅東口（西武池袋線・西武新宿線）」の所沢車検場前バス停付近。
- 埼玉県所沢市牛沼
  - 埼玉県所沢市松郷に隣接する地区名で、ねこバスに表示される行き先「牛沼」のモデルとされる。

また、公益財団法人「トトロのふるさと基金」が、狭山丘陵の緑地を取得・保護するナショナル・トラスト活動を行っている。宮崎駿は顧問を引き受けるなど協力している。

## あらすじ
昭和30年代前半の初夏 (5月) 。小学生のサツキと、幼い妹のメイ、父の三人が、入院中の母の病院の近くであり、空気のきれいな所で暮らすため、農村へ引っ越してくる。引越し先の古い家を探検していたサツキとメイは、ピンポン球程の真っ黒なかたまりがたくさん住み着いているのを見つける。驚いた二人に対し、引っ越しの手伝いに来ていた隣のおばあちゃんが、それはススワタリというもので、子供にしか見えず、害もなく、人が住み始めるといつの間にかいなくなるのだと教えてくれる。おばあちゃんの孫のカンタが差し入れを持ってくるが、カンタは「おばけ屋敷」とサツキをからかう。この家で三人は新しい生活を始める。
小学校が田植え休みになった6月のある日、三人は入院している母の見舞いに行き、新しい家がおばけ屋敷だったと伝える。サツキとメイは母がおばけ嫌いである事を心配していたが、母は少しも怖がらず「自分もおばけに会いたい」と言ってくれる。ほっとした二人は、母が早く退院していっしょに暮らせる事を願う。
そんなある日、一人で庭で遊んでいたメイはドングリを持つ不思議な小さな生き物を二匹見つける。追いかけていったメイが、家の隣の塚森の中心の大きなクスノキの所まで行き、根元に開いた深い穴の入り口でドングリを見つけ、拾おうとして穴の中に転がり落ちると、穴の底にぽっかり開いた空間にずっと大きな生き物が寝ていて、目を覚ました生き物にメイが名前を聞くと生き物は何かつぶやくが、それがメイには"トトロ"と答えたように聞こえる。やがてトトロの腹の上でトトロといっしょに寝てしまったメイは、その後、庭と森の境の茂みの中で一人で寝ている所をサツキに発見され、起こされる。メイはサツキと父にもトトロを見せようとするが、トトロがいた場所が見つからない。二人が笑い出したため腹を立てたメイに対し、父は「トトロはきっとこの森の主で、いつでも会える訳ではないのだ」と優しく教え、三人で塚森へ向かうと「これからもよろしくお願いします」と引っ越しのあいさつをする。その晩、サツキは母あての手紙にこの時の出来事を書き記し、自分もトトロに会ってみたいと添える。
梅雨の季節となったある日の事。その日は父が大学へ行くためサツキはメイを隣の家に預けて学校に向かう。ところが午後の授業が始まった矢先、姉を恋しがったメイを連れたおばあちゃんの姿を校門で見つけ、仕方なく先生の許しを得てメイを教室に入れてもらい残りの2限をやり過ごす事になる。
そして放課後の帰り道。次第に雲行きが怪しくなりとうとう雨が降り出してしまった。二人は慌てて地蔵がある屋根付きの祠 (ほこら) に逃げ込み雨宿りをするが勢いは止まらず、困り果てている所へ通りかかったカンタが無言で自分の傘を差し出す。サツキはとまどいながらも「そっちがぬれちゃうからいい」と遠慮すると、今度は傘をその場に置いたまま無言で駆け出して行ってしまった。傘を差して帰路に着く中、サツキはカンタを案外いい子なのかもしれないと見直す。
そして夕暮れ時、借りた傘を返しがてら同じく傘を持たないまま行ってしまった父を迎えに行くため、最寄りのバス停に向かうも一向に来ず、サツキは途中で待ちくたびれ寝てしまったメイをおんぶしながら帰りを待つも、次第に辺りが暗くなってくる。すると大トトロが静かにやって来て二人の隣にのそりと立つ。ずぶぬれのトトロを見かねてサツキが父の傘を貸してやると、トトロは傘に落ちる雨粒の音を気に入ってしまったらしく、それを持ったままお礼に木の実が入ったササの葉の包みを渡し、バスの姿をしたネコ（ネコバス）に乗って行ってしまう。父の迎えを終えて帰宅すると二人は木の実を庭にまいたがなかなか芽が出ない。7月の満月の夜中、二人が目を覚ますとトトロたちが木の実をまいた庭を歩き回っている姿を見つけ、トトロたちといっしょに祈ると庭土から芽が出てそれがあっという間に大木へと育つ。大トトロは不思議なコマを回すとそれに乗り、中と小トトロ、サツキとメイを抱いて空を飛ぶ。やがて大木の高枝でトトロたちとサツキ、メイがオカリナを吹き、その音色を書斎から父が聞く。
翌朝、二人が目覚めると大木は消えていたが、庭には小さな芽がたくさん出ていた。二人は「夢だけど夢じゃなかった」と大喜びする。
夏休みとなった8月のある日、二人がおばあちゃんと畑で野菜を収穫していると、カンタが「レンラクコウ」という病院からの電報を持って走ってくる。母に何か起きたと悟ったサツキは慌てて大学にいる父と電話で連絡を取り、母が体調を崩してしまったために退院が延びた事を知る。しかし、その事をメイに伝えると、メイは「嫌だ嫌だ」とだだをこね、二人は大げんかしてしまった。だが、家に戻った直後に自身もこらえきれずにおばあちゃんの前で大泣きしてしまう。しっかり者のサツキも、内心は「もしかしたら母を失うかもしれない」という不安と恐怖で一杯だったのだ。その様子を見ていたメイは日が暮れる中、トウモロコシを抱いたまま一人で病院へ行こうとして、行方不明となってしまった。村の人々が総出で探し回るがメイは見つからず、途方に暮れたサツキはワラにもすがる思いでトトロに助けを求めに塚森へ行く。大トトロは、どうすればいいのか分からないと絶望のあまり泣き崩れるサツキを見て、泣かないでと言わんばかりに慰め、サツキを連れてクスノキのてっぺんに登り、ネコバスを呼び寄せる。サツキを乗せたネコバスは風のように走り、道に迷って泣いていたメイを無事に見つける事ができた。メイは一人で病院へ行こうとした事を謝罪し、二人は和解した。メイは母にトウモロコシを届けようとしていたのだった。
夜になり、ネコバスが二人を乗せて病院に行くと、そこには元気そうに父と話す母の姿があった。母が死んでしまうかも、という不安が消えた二人は木の上から笑顔でその様子を見つめた。母が二人の気配を感じて窓の方に目を向けると、窓辺にメイが持ってきたトウモロコシが置かれており、その葉には「おかあさんへ」と刻まれていた。
その後、サツキとメイはネコバスで家まで送ってもらい、家の近くでカンタとおばあちゃんと合流すると、四人仲良く家路を歩く。トトロたちは今夜もクスノキの上で仲良くオカリナを吹いているのだった。エンディングでは母の退院の様子と、秋と冬の場面が描かれている。

## 登場キャラクター
草壁サツキ
声 - 日髙のり子
草壁家の長女。12歳。
序盤から中盤までは黄色い襟の半そでブラウスにオレンジ色の吊りスカート、青い靴。終盤からは夏服として薄黄色のノースリーブ（肩ひもは白い）のワンピースに白いサンダル。エンディングの母を出迎える場面は序盤の服。その後は黄色い襟の長そでブラウスに (この場面から後は、彼女やメイを含む全員が長そでである事から秋だと分かる) 、片ひざに小トトロのアップリケ付きの薄いオレンジ色の胸当て付き長ズボン。エンディングは序盤の靴。母の見舞いに行く時は水色のリボン付きの白い帽子。こげ茶色の髪で、母のセリフによると、子供のころの母と同様にくせ毛。割と運動神経がよく前転倒立が出来る。
当初は10歳の小学4年生という設定だったが、あまりにしっかりしているので12歳の小学6年生に変更された。
親思いで聞き分けがよく、妹の面倒を見てやり、寝坊した父に代わって手早く、みんなの分の朝食やお弁当を作るしっかり者。好奇心旺盛で肝がすわっており、新しい家の探検では妹の先に立って二階へと上がっていく。また、初めてトトロやネコバスに出会った時も驚きはしつつも怖がりはせず、特にトトロに対してはメイに聞いたときから会いたがっていた事もあり、初対面した時は喜んでおり父の傘を貸してあげた。一方、病院から母の容態の悪化を告げる電報が届いた時には大泣きしてしまう繊細な一面も持っている。
母親に関する話でメイと喧嘩してしまい、終盤でメイが迷子になった時、自分のせいかもしれないと責任を感じて後悔し、トトロの力を借りて無事に見つけた後、メイと和解した。最後に松の木から病院を除いた際に母親が大丈夫だった事でメイ共に母を失う不安が消えた後、病院に届けたトウモロコシを包む葉に、つめで文字を刻んだ。
母はサツキを「聞き分けがよすぎる」と評している。母親似の性格。
都会っ子だが持ち前の明るさと元気さで田舎の暮らしにもすぐになじみ、転校先の学校でもすぐに友達ができている。
名前の由来は皐月（5月）から。小説では漢字で書くと五月だと記述。
草壁メイ
声 - 坂本千夏
草壁家の次女。4歳。序盤から中盤までは白い襟のパフスリーブの半そでブラウスに濃いピンク色のノースリーブのワンピース、黄色い靴。終盤からは夏服として薄いピンク色のノースリーブ（肩ひもはピンク色）のワンピースにピンク色のサンダル。エンディングの母を出迎える場面は序盤の服。その後は、すそに小トトロのアップリケ付きの白い襟のピンク色の長そでのワンピース、または白い襟の長そでブラウスにピンク色のノースリーブのワンピース、または前述の長そでブラウスに、片ひざに小トトロのアップリケ付きのピンク色の長ズボン。エンディングは序盤の靴。夏になる前までは薄いピンク色のリボン付きのむぎわら帽子。茶色の髪。くせ毛。
姉のサツキと同じく親思い。努力家で聞き分けのいい姉とは対照的に、幼いので言い出したら聞かない頑固な性格。一点集中型の忍耐強い子。明るく元気だが、人見知りをして、サツキがいっしょでないと無口になってしまう。父親似の性格。
幼稚園には通っておらず、父が大学へ行く日はカンタのおばあちゃんの家へ預けられているが、寂しさに耐えきれず姉の小学校まで来てしまうなど、姉を慕っていて仲がいい。
好奇心が強く、初めて見た中小トトロを追ってトトロのすみかまでたどり着いている。また、姉以上に肝がすわっており、夜中に庭でトトロに会い、空を飛ぶ場面では、姉より早くトトロの胸に飛びついた。
小説に名前の由来は英語で五月を表すMay（メイ）だと記述。ジアートのイメージボードでは、メイの初期設定にメイ（五月）と書いてある。
トウモロコシを正確に発音できず「トウモコロシ」と言ったり、オタマジャクシを「オジャマタクシ」と言ってしまったりする。またこの作品では何もない所でよく転んでいて、大雨の中では転んだ拍子に服が泥だらけになったりするなど、幼児らしい所をしばしば見せている。顔のモデルは宮崎自身である。
物語終盤では母が死ぬかもしれないと泣き崩れるサツキを見て、母を救うためにトウモロコシを届けようとして病院へ向かおうとした事で迷子になってしまい、サツキはトトロの力を借りて探す事になり、ネコバスに乗って、無事にトウモロコシを届ける事ができた。
草壁タツオ
声 - 糸井重里
サツキとメイの父。身長180cm。32歳。
東京にある大学で、非常勤講師として考古学を教え、生活費を稼ぐため翻訳の仕事（主に中国語）もこなす。
寝坊ぐせがあるなど少しおっちょこちょいで頼りないが、優しい。お化け屋敷に住むのが小さい時から夢だったと語るなど、いついかなる時も子供心を忘れない純粋さの持ち主。ふざけて周りを楽しませる陽気な性格でもある。仕事に熱中すると、家事がおろそかになってしまう。
大人であるため、トトロと会った事はないが、二人の娘の目撃談を疑っておらず、塚森の主と考えている。映画では引っ越しを手伝うのはオート三輪の運転手だが、小説ではサツキから「藤山のおじちゃん」と呼ばれる男性で、父の高校時代からの考古学仲間で今は家を継ぎ農業をしている、と記述。ちなみに、小説ではサツキは父だけでなく藤山さんにもキャラメルをあげているが、映画ではサツキは父にだけキャラメルをあげていて、オート三輪の運転手にあげている様子はない。だが、荷物運びの後に運転手が、カンタの持ってきたおはぎをサツキたちと食べている様子が描かれる。
俳優のイッセー尾形が声優をつとめる予定だったが、イッセー尾形の事務所スタッフが糸井重里の方が適任だと紹介し、糸井がキャスティングされる事になった。なお、糸井はこの作品から長らくジブリ作品のキャッチコピーを担当する事となる。
久保つぎこ著の小説版では『都ぞ弥生』を歌うシーンがあり、北海道大学出身者である事が示唆されている。小説版では隣のおばあちゃんはじめ近所の人達からは「先生」と呼ばれている。
草壁靖子
声 - 島本須美
サツキとメイの母。29歳。
優しく穏やかで明るい性格。賢い女性。小説のサツキあての手紙に靖子と記述。メイから「お母さん、おばけ屋敷好き？」と聞かれた時は、「もちろん」と答えた。
体が弱く (小説では結核と記述) 、「七国山病院 (小説の七国山病院は結核療養所と記述) 」に入院している。演出覚書には「胸を病んで入院中」とあるが（小説などに草壁家の引っ越し先は元は結核患者のための別荘だったと記述）、作中では靖子の病名は明言されていない。サツキが夏休みに入って最初の土曜日に一時退院が決まっていたが、風邪をこじらせて延期になってしまう。その事を病院側が電報で知らせたために、メイが迷子になる騒ぎが起きてしまった。退院が延びてしまったのを申し訳ないと思い、退院したら二人のわがままを一杯聞くつもりだと語った。エンディングで無事退院した姿を見せており、娘たちと三人でおふろに入ったり、三人で布団に入り彼女が本 （裏表紙にトトロのようなものが描かれている）を読み聞かせたりしている。小説は九月半ばに退院し、引っ越し先にやって来る場面で終わる。この時彼女は娘たちと同様にこの家の事をボロねと言った。ロマンアルバムなどに、彼女は周囲の反対を押し切ってお父さんと学生結婚した行動力の持ち主と記述。ロマンアルバムでは、映画開始時点で、入院生活は1年になっている。
トトロ（大トトロ）
声 - 高木均
森の主であり、この国に太古より生き、巨大なクスノキ（の穴の中）にすんでいる生き物。トトロは精霊などではなく、動物である。毛色は灰色で、胸から腹にかけて白い。胸には灰色の模様がある。たいてい塚森にあるクスノキの穴の中で眠っている。子供にしか見えない（普通は人間には見えない）。また、すみかのクスノキの穴は、いつも開いている訳ではない。彼らの主食はドングリ（木の実）だが、中と小トトロが下記の通りに葉を食べており、エンディングには木の実の入った土器のそばに、きのこの入った土器が映る（ロマンアルバムに縄文人から縄文土器の使い方を習ったと記述）。
まいたばかりの木の実をすぐさま大木に成長させたり、回転するコマの上に乗って空を飛んだりする事ができ (ロマンアルバムに江戸時代の少年をまねてコマを回すようになったと記述) 、月夜の晩にはオカリナを吹いている。ロマンアルバムに、トトロたちとサツキたちのオカリナの音は、お父さん（大人）の耳にはフクロウの（親子の）鳴き声として聞こえていたと記述。また、雨の日のバス停でサツキから父の傘を借りてからはそれも持ち歩くようになる。ロマンアルバムの監督の話では、トトロは傘を雨が当たると音が鳴る楽器だと思っている上に、サツキからもらったと思っているので、お礼として木の実を渡し、返そうとは思っていないという。映画企画書で雨の日に傘代わりに頭にのせていたのは大きなふきの葉、小説は大きなはすの葉。
終盤ではメイを見つけることが出来なくて泣き崩れるサツキに泣かないでと慰め、メイを探す力を貸した。
「トトロ」という呼び名は伝承などに由来するものではなく、メイに名前を聞かれた時、うわのそらで眠たげに「ドゥオ、ドゥオ、ヴォロー」、という野太い声を上げ、これを返事と思い込んだメイには「トトロ」と聞こえた事による。映画パンフレットに本当の名前は誰も知りませんと記述。パンフレットにトトロたちは親子と記述（つまり大トトロが父親、中トトロが長男、小トトロが次男らしい）。
初期の設定での名前は「ミミンズク」で、年齢は1302歳。身長は2m。おおとうさん（つまり祖父）。
後年のスタジオジブリ作品『平成狸合戦ぽんぽこ』の妖怪大作戦で、傘を持ちコマに乗って空を飛ぶ大トトロが一瞬映る（ただし『ぽんぽこ』には中と小トトロやサツキとメイは映らない）。
ピクサーのアニメーション映画『トイ・ストーリー3』にぬいぐるみとして登場する（「トイ・ストーリーシリーズの登場人物一覧#ボニーのおもちゃ」を参照）。
ガイナックスのTVアニメーション『彼氏彼女の事情』（第11話）にイメージとして、中トトロ、小トトロと共に登場する。
中トトロ
毛は青く、大トトロと同じで胸から腹にかけて白い。胸には大トトロと同じ形で青い模様がある。小トトロより一回り大きい。よく木の実が入った袋を持っている。小トトロと同行中にメイに発見され、追いかけられた。夜中に庭の木の実から大木を生やした後、持っていた中くらいの葉（小説は中くらいのはすの葉）を食べた。
初期の設定での名前は「ズク」で、年齢は679歳。とうさん。
小トトロ
毛は白い。半透明になったり姿を消す事ができる。中トトロといっしょに行動する。3匹の中では最初にメイに発見され、追いかけられた。普段は手は描かれていないが、オカリナを吹いたりする際に毛の中から出ている。大きさは、小狸（子ダヌキ）くらい。上記の中トトロと同様に庭に大木を生やした場面で、持っていた小さなふた葉を食べた。
映画コミックなどでは、チビトトロと表記される事もある。
初期の設定での名前は「ミン」で、年齢は109歳。息子らしい。
ネコバス
声 - 龍田直樹
身体がボンネットバスのような巨大なオスの化けネコ。黄色の体毛で、茶色の大きなトラ柄。
ボンネットにあたる部分が頭で、背中が空洞になった胴体は柔らかな毛皮に覆われた座席になっている。昼は普通の黄色い眼だが、夜は眼が黄色いヘッドライトになって光り、額の両側のネズミの眼が赤いマーカーランプ、しりの両側のネズミの眼が赤いテールランプになっている。12本の足で、水上、電線など、場所を選ばず風のように高速で走り、森の中を抜ける時は木々が脇によけて道を空ける。もののけ専用のバス (人間であるサツキとメイが乗れたのは特別) 。
トトロ同様、子供にしか見えない（普通は人間には見えない）が、走り去る姿に犬が反応してほえ付いたり、送電線に留まっていた小鳥たちが接近に応じて飛び立つ描写がある。実際のバスのように行先表示窓（方向幕）があり、迷子になったメイの元に向かう際は「めい」、サツキとメイがこっそり母を見舞いに訪ねる際には「七国山病院」（本編では「院」の字の「阝」が左右逆に、「完」が上下逆になっている）、巣に戻るときは「す」など、状況に応じて行先が表示される。ロマンアルバムなどに、ネコバスの初登場場面は、夜に外でサツキがおふろの薪を抱えている時、薪を吹き飛ばす突風であり、その時サツキには姿が見えなかったと記述。
宮﨑によれば、昔はカゴ屋に化けていたが、バスを見てからはバスの姿や行動をまねるようになったのだという。これは、日本の神が新しい物好きであるためだという。 ジブリ美術館限定公開の作品「めいとこねこバス」にはメイひとりしか入れないものから、列車のように長いもの、大型客船ほどもあるものまで様々なサイズや形態の個体が登場する。
まっくろくろすけ（ススワタリ）
草壁家に住んでいた、くりのイガのような形で、真ん中に二つの目がついた黒い生き物。おばあちゃんはススワタリと呼んでいる。家中をすすとほこりだらけにしてしまう。元がすすでできているためか触ったりすると真っ黒になってしまう。「ワリャッ！」という声は、アフリカに住むピグミーの声をサンプリングし、久石が作成したものである。後年のスタジオジブリ作品『千と千尋の神隠し』においても、釜爺（かまじい）の助手として石炭運びをするススワタリが登場するが、こちらには細い手足が生えている。ススワタリはサツキたちが夜おふろに入っている間に、空を飛んで塚森に引っ越す（ちなみに、塚森にはきのこのような形のキノコモドキという白い生き物もいる）。
おばあちゃん
声 - 北林谷栄
カンタの母方の祖母。隣家の大垣家に住み、草壁家が引っ越してくるまで家を管理していた。小説などに昔は前述の家で女中奉公をしていたと記述。サツキとメイを本当の孫のようにかわいがり、二人の面倒をよく見てくれる。畑でいろいろな野菜や花を育てている。
ロマンアルバムによると「おっかない性格」らしく、本編でもサツキたちの家をおばけ屋敷呼ばわりしてからかったカンタを一喝し、逃げ帰らせている。
小さいころにはススワタリが見えたといい、それだけに無害なのも知っている。エンディングで、頭上でだいこんなどを干している部屋の中で、メイと二人ですり鉢で食べ物をすっている。
大垣勘太
声 - 雨笠利幸
サツキのクラスメイトで愛称は「カンタ」。身長はサツキより少し低い。学校などでは靴を履くが、家の仕事を手伝う時は草履を履く。サツキたちの引っ越しの日に彼がサツキに渡したのは母が作ったおはぎで、サツキたちが食べている。終盤で、メイを自転車で探しに行こうとしている彼の事をサツキはカンちゃんと呼んだ。
純情で照れ屋な性格。都会から来たサツキが気になるようで、授業中に彼女を眺めていて先生にしかられたり、雨宿りしていたサツキに傘を貸し、自分は雨の中をうれしそうに走って帰ったりしている。気持ちを言葉で伝えるのは苦手だが、後半ではサツキとけんかして泣きじゃくるメイに声を掛けたり、メイが迷子になり途方に暮れていたサツキの元へ駆け付けるなど、頼れる一面も見せるようになった。メイを探すために、親の自転車で七国山病院まで行こうとしたが、途中でタイヤがパンクしてしまい、戻ってきた所でサツキたちと合流する。よく家の仕事を手伝っているが、飛行機模型で遊ぶなど年相応の描写もある。小説では幼少の弟たちがいる事が書かれるが、映画本編ではそれを示唆する描写はない。エンディングでは、サツキやメイと一緒にたき火で焼きいもをしていたり、サツキを含む他の子供と遊ぶ姿を見せている他、サツキ率いる女子グループとガキ大将らしき少年率いる男子グループがにらみ合っているシーンでは男子グループに加わりつつも、サツキを意識してかバツが悪そうな表情を浮かべている。
カンタの母
声 - 丸山裕子
典型的な肝っ玉母さんで、ずぶぬれで帰ってきた上に、学校に傘を忘れたというカンタに、「雨が降ってる時に、傘を忘れてくるバカがどこにいる?」とゲンコツをお見舞いしている。この時彼女はカンタが傘を振り回して壊した（その後壊れた傘をどこかに捨ててきた）と思っていた。
その後サツキとメイが傘を律儀に返しに来てお礼を言われた時には、「いつだって（カンタは）泥だらけなんだから、（雨にぬれて）少しはきれいになるでしょ」と冗談を交えつつ、感謝した。
カンタの父
声 - 広瀬正志
作中では、婿養子と思われる描写がある。あまり存在感がない。
森山玲子
声 - 鷲尾真知子
サツキの担任。大学を出たばかりの若い大柄な女性教師。草壁家の事情を理解しており、メイが寂しがって勝手に学校に来た時は、放課後まで教室でサツキの隣に座る事を許してくれた。
ミチ子
声 - 神代智恵
サツキのクラスメートで、引っ越してから最初にできた友達。朝、登校するサツキを迎えにやって来た。サツキからはミッちゃんと呼ばれており、学校ではサツキの隣の席に座っている。
エンディングではサツキたちといっしょに木登りなどで活発に遊んでいる姿を見せている。
草刈りをしている男性
声 - 千葉繁
サツキにメイの事を聞かれたおじさん。
本家のおばあちゃん
声 - 鈴木れい子
カンタの家の本家筋にあたる親戚。サツキに電話を貸した（当時は電話は各家庭に普及しておらず、限られた家にしかなかった）。
小説ではおばあちゃんは出ず、伯父さんが登場する。
農作業車の運転手
声 - 中村大樹
農作業車を運転していた若い男性。いきなり飛び出してきたサツキを「危ねえぞ」と怒鳴りつけたが、事情を理解すると同情した。彼と良子はアベック。
良子
声 - 水谷優子
農作業車の荷台に乗っていた若い女性。七国山病院に行こうとして迷子になったメイの事を聞くサツキに、「七国山から来たが幼い女の子は見ていない」という情報を伝えた。
郵便配達員
声 - 西村智博
七国山病院から母の病気に関する電報を届けに来たが、留守だったので隣のカンタの家に預けに行く。ロマンアルバムに電報配達人とも表記。同一人物かどうかは不明だが、冒頭でサツキたちの引っ越しのオート三輪が郵便配達員の自転車を追い越す。その時サツキとメイはお巡りさんと見まちがえて隠れるが、後に郵便配達員だと気づく。サツキたちが隠れた理由は、オート三輪に荷物を積み過ぎているのと、本当は人が乗ってはいけない荷台に子供たちが乗っていたため、罰金を取られるか、ろう屋に入れられると思っていたから。
バスの車掌
声 - 平松晶子
雨の日、サツキとメイが、自宅から最寄りの稲荷前の停留所へ父の傘を持って行った際に止まったバス（父は次のバスに乗っていた）の車掌（当時のバスは車掌が乗っていて、その車掌に運賃を支払うのが普通だった）。

## 声の出演
英語版は2種類存在する。
| キャラクター                             | 日本語版   | 英語版（ディズニー版）                                           | 英語版（ストリームライン版）   |
| ---------------------------------------- | ---------- | ---------------------------------------------------------------- | ------------------------------ |
| 草壁サツキ                               | 日髙のり子 | ダコタ・ファニング                                               | リサ・マイケルソン             |
| 草壁メイ                                 | 坂本千夏   | エル・ファニング                                                 | シェリル・チェイス             |
| 草壁タツオ（お父さん）                   | 糸井重里   | ティモシー・デイリー                                             | グレゴリー・スニーゴフ         |
| 草壁ヤス子（お母さん）                   | 島本須美   | レア・サロンガ                                                   | アレクサンドラ・ケンウォーシー |
| トトロ                                   | 高木均     | フランク・ウェルカー                                             |                                |
| ネコバス                                 | 龍田直樹   | フランク・ウェルカー                                             | カール・メイセック             |
| カンタのばあちゃん                       | 北林谷栄   | パット・キャロル                                                 | ナタリー・コーレ               |
| 大垣勘太（カンタ）                       | 雨笠利幸   | ポール・ブッチャー                                               | ケネス・ハートマン             |
| カンタの母                               | 丸山裕子   |                                                                  | メラニー・マックィーン         |
| カンタの父                               | 広瀬正志   |                                                                  |                                |
| 学校の先生（森山玲子）                   | 鷲尾真知子 |                                                                  |                                |
| ミチ子（ミッちゃん）                     | 神代智恵   |                                                                  | ブライアン・シッダール         |
| 草刈り男                                 | 千葉繁     |                                                                  |                                |
| 本家のおばあちゃん                       | 鈴木れい子 |                                                                  |                                |
| 農作業車を運転していた男                 | 中村大樹   |                                                                  | スティーブ・クレイマー         |
| 農作業車に乗っていた女（リョウコちゃん） | 水谷優子   |                                                                  | ララ・コーディー               |
| 郵便配達員                               | 西村智博   |                                                                  |                                |
| バスの車掌                               | 平松晶子   |                                                                  |                                |
| 女の子                                   | 大谷育江   |                                                                  |                                |
| 女の子                                   | TARAKO     |                                                                  |                                |
| 入院患者                                 | 石田光子   |                                                                  |                                |
| 役不明                                   |            | アシュレイ・ローズ・オル カテリン・ペーターゼン エヴァン・サバラ |                                |

## スタッフ

### 映像制作
| 製作                         | 製作                         | 徳間康快 |
| 作画監督                     | 作画監督                     | 佐藤好春 |
| 原画                         | 原画                         | 丹内司、大塚伸治、篠原征子、遠藤正明、河口俊夫、田中誠、金田伊功、近藤勝也、二木真希子、山川浩臣、田川英子 マッドハウス 新川信正、岡村豊、工藤正明 |
| 動画チェック                 | 動画チェック                 | 立木康子、舘野仁美 |
| 動画                         | 動画                         | 坂野方子、コマサ、諸橋伸司、大谷久美子、槇田喜代子、田中立子、松井理和子、服部圭一郎、水谷貴代、椎名律子、遠藤ゆか、尾崎和孝、手島晶子、岩柳恵美子、宮崎なぎさ、前田由加里、竹縄尚子、岡部和美、新留理恵、岡田正和 山懸亜紀、日暮恭子、渡辺恵子、福冨和子 スタジオファンタジア 吉田肇、長野順一、大田正之、北村直樹、山本剛 アニメトロトロ 山浦由加里、伊藤広治、石井明子、川村忠輝 ドラゴンプロダクション |
| 美術                         | 美術                         | 男鹿和雄 |
| 背景                         | 背景                         | 松岡聡、野崎俊郎、太田清美、吉崎正樹、武重洋二、菅原紀代子、山川晃、伊奈淳子、松浦裕子 小林プロダクション 木村真二、白石誠、松室剛、大塚伸弘、田中貞彦 アトリエブーカ 金子英俊、田村恵子 |
| 特殊効果                     | 特殊効果                     | 谷藤薫児 |
| 色彩チーフ                   | 色彩チーフ                   | 保田道世 |
| 色彩設計 色指定              | 色彩設計 色指定              | 水田信子 |
| 仕上検査                     | 仕上検査                     | 本橋政江、立山照代、成田賢二、中村美和子 |
| 仕上                         | 仕上                         | スタジオキリー 岩切紀親、西牧道子、高橋直美、渡辺信子、渡部真由美、大出美智子、森沢千代美、吉田久、山村及利子、大川直子、工藤百合子、高木夕紀、原田徳子、梶田とよ子、米井フジノ、高橋愛子、柳登紀、岡美代子、山根文、田中初江 太田美智子、安達順子、藤野洋子、村田佳子 スタジオステップ 京野由紀、朝日朋子、塙洋美、沢内順美、鈴木怜子、渋谷礼子、竹倉博恵                                                 |
| 仕上協力                     | 仕上協力                     | スタジオルンルン、童夢舎、スタジオビーム、スタジオ雲雀、協栄プロダクション、グループジョイ、トランスアーツ |
| 撮影                         | 撮影                         | 白井久男 |
| 撮影                         | 撮影                         | スタジオコスモス 黒田洋一、池上元秋、前原勝則、鈴木典子、大藤哲生、佐伯清、池谷和美、野口博志、伊藤寛、難波充子、杉山知子、鈴木克次、池上伸治 |
| 音響制作                     | 音響制作                     | オムニバスプロモーション |
| 音響監督                     | 音響監督                     | 斯波重治 |
| 音響補佐                     | 音響補佐                     | 浅梨なおこ |
| 整音                         | 整音                         | 井上秀司 |
| 整音助手                     | 整音助手                     | 住谷真、福島弘治、大谷六良 |
| 音響効果制作                 | 音響効果制作                 | E&Mプランニングセンター |
| 音響効果                     | 音響効果                     | 佐藤一俊 |
| 音響効果助手                 | 音響効果助手                 | 小野弘典 |
| 台詞編集                     | 台詞編集                     | 依田章良 |
| 録音スタジオ                 | 録音スタジオ                 | 東京テレビセンター |
| 編集                         | 編集                         | 瀬山武司 |
| 編集助手                     | 編集助手                     | 足立浩 |
| 演出助手                     | 演出助手                     | 遠藤徹哉 |
| 制作担当                     | 制作担当                     | 田中栄子 |
| 制作デスク                   | 制作デスク                   | 木原浩勝、川端俊之 |
| 制作進行                     | 制作進行                     | 伊藤裕之、鈴木高明 |
| 仕上技術協力                 | 仕上技術協力                 | 城西デュプロ 村尾守 |
| 現像                         | 現像                         | 東京現像所 |
| DOLBY STEREO技術協力         | DOLBY STEREO技術協力         | 極東コンチネンタル株式会社 森幹生 |
| 制作                         | 制作                         | スタジオジブリ |
| エグゼクティブプロデューサー | エグゼクティブプロデューサー | 原徹 |
| 原作 脚本 監督               | 原作 脚本 監督               | 宮崎駿 |

### 製作委員会
| 総指揮             | 徳間康快 |
| 代表委員           | 山下辰巳 |
| 推進委員           | 加藤博之 |
| プロデューサー     | 亀山修 |
| 実行委員           | 徳間書店 小金井道宏、金子彰、粕谷昌宏、朝生茂、佐々木崇夫、田所稔、大塚勤、白石彦五郎、小鷹久義、小林智子、横尾道男、坪地義雄、吉田哲彦 |
| 企画協力           | アニメージュ編集部 尾形英夫、鈴木敏夫                                                                                                   |
| 宣伝プロデューサー | 有正真一郎 |
| 宣伝顧問           | 堀内實三 |
| キャッチコピー     | 糸井重里 |
| 宣伝協力           | 博報堂 |
| 配給               | 東宝 |

### 吹き替え版
| 翻訳 監督      | グレゴリー・スネゴフ           |
| プロデューサー | カール・メイセック             |
| 製作           | ストリームライン・ピクチャーズ |
| 配給           | 20世紀フォックス               |

| 翻訳                         | シンディ・デイビス ドナルド・H・ヒューイット カール・メイセック                |
| 撮影                         | マーク・ヘンリー                                                               |
| 録音                         | トム・E・ダール ランディ・コッピンガー フランクリン・ジョーンズJr ドク・ケイン |
| 整音                         | ペトラ・・バッハ ウィリアム・コマール                                          |
| 制作担当                     | デイヴィッド・カーディフ                                                       |
| プロデューサー               | ネッド・ロット カール・メイセック                                              |
| エグゼクティブプロデューサー | リック・デンプシー                                                             |
| キャスティング 監督          | ネッド・ロット                                                                 |
| 製作 配給                    | ブエナ・ビスタ・ホーム・エンターテイメント                                     |

## 音楽
音楽担当は『風の谷のナウシカ』、『天空の城ラピュタ』に引き続き久石譲が担当している。宮崎は制作準備室が立ち上がった頃、本作も久石に音楽を頼みたいとスタッフに話していたという。トトロとサツキ、メイが雨のバス停で出会うシーンは、宮崎の要望により当初は音楽が付かない予定だったが、鈴木敏夫が高畑に相談したところ、あの場面に音楽は必要でミニマル・ミュージックが良いと助言を行い、久石が曲を書き下ろした。宮崎は「音つけて、音楽つけて、あのシーンは本当によくなりました」と述べている。

### 主題歌
オープニングテーマ
さんぽ
作詞 - 中川李枝子 / 作曲・編曲 - 久石譲 / 歌 - 井上あずみ
エンディングテーマ
となりのトトロ
作詞 - 宮崎駿 / 作曲・編曲 - 久石譲 / 歌 - 井上あずみ

### スタッフ
| 作曲 サウンドプロデュース      | 作曲 サウンドプロデュース      | 久石譲（サウンドトラック、サウンドブック、ハイテックシリーズ） |
| 編曲                           | 編曲                           | 久石譲（サウンドトラック） 平部やよい（サウンドトラック） 宮野弘紀（サウンドブック） 大森俊之（サウンドブック） 篠田元一（サウンドブック） 信田かずお（ハイテックシリーズ） |
| 指揮                           | 指揮                           | 久石譲（サウンドトラック、サウンドブック） 中谷勝昭（サウンドトラック） |
| 演奏                           | 演奏                           | 篠崎正嗣（サウンドブック） 赤木りえ（サウンドブック） 宮野弘紀（サウンドブック）                                                                                            |
| 設計                           | 設計                           | 癸生川光（ハイテックシリーズ） |
| ディレクター                   | ディレクター                   | 渡辺隆史（サウンドトラック、ハイテックシリーズ） 三宅明夫（サウンドトラック）                                                                                               |
| エグゼクティブプロデューサー   | エグゼクティブプロデューサー   | 三浦光紀（サウンドトラック） |
| ゼネラルプロデューサー         | ゼネラルプロデューサー         | 藤澤文女（サウンドトラック、サウンドブック、ハイテックシリーズ） |
| プロダクション・コーディネート | プロダクション・コーディネート | 須藤和夫（ハイテックシリーズ） 吉田正（ハイテックシリーズ） |
| エンジニア                     | レコーディング                 | 大川正義（サウンドトラック） 原昌一（ハイテックシリーズ） |
| エンジニア                     | マスタリング                   | 浜田純伸（サウンドトラック） 池田聡（ハイテックシリーズ） |
| エンジニア                     | アシスタント                   | 沖津徹（サウンドトラック） |
| 録音スタジオ                   | 録音スタジオ                   | ワンダーステーション、にっかつスタジオセンター |
| CD制作                         | CD制作                         | 徳間ジャパンコミュニケーションズ |
| マネージメント                 | マネージメント                 | ワンダーシティ |

### サウンドトラック
1988年5月1日にCD（32ATC-165）とLP（25AGL-3058）、カセットテープ（25AGC-2058）が徳間ジャパンコミュニケーションズから発売され、1996年11月21日（TKCA-71026）と2004年8月25日（TKCA-72725）にCDが2018年11月3日にLP（TJJA-10015）が再発された。
| 全作曲: 久石譲。 |                                           |           |            |                    |      |
| #                | タイトル                                  | 作詞      | 作曲・編曲 | 編曲               | 時間 |
| 1.               | 「さんぽ -オープニング主題歌-」           |           | 久石譲     | 久石譲             | 2:43 |
| 2.               | 「五月の村」                              |           | 久石譲     | 平部やよい         | 1:38 |
| 3.               | 「オバケやしき！」                        |           | 久石譲     | 久石譲             | 1:23 |
| 4.               | 「メイとすすわたり」                      |           | 久石譲     | 久石譲             | 1:34 |
| 5.               | 「夕暮れの風」                            |           | 久石譲     | 久石譲             | 1:01 |
| 6.               | 「こわくない」                            |           | 久石譲     | 久石譲             | 0:43 |
| 7.               | 「おみまいにいこう」                      |           | 久石譲     | 久石譲             | 1:22 |
| 8.               | 「おかあさん」                            |           | 久石譲     | 久石譲             | 1:06 |
| 9.               | 「小さなオバケ」                          |           | 久石譲     | 久石譲             | 3:54 |
| 10.              | 「トトロ」                                |           | 久石譲     | 久石譲、平部やよい | 2:49 |
| 11.              | 「塚森の大樹」                            |           | 久石譲     | 久石譲             | 2:15 |
| 12.              | 「まいご」                                |           | 久石譲     | 久石譲             | 3:48 |
| 13.              | 「風のとおり道 （インストゥルメンタル）」 |           | 久石譲     | 久石譲             | 3:16 |
| 14.              | 「ずぶぬれオバケ」                        |           | 久石譲     | 久石譲             | 2:33 |
| 15.              | 「月夜の飛行」                            |           | 久石譲     | 久石譲、平部やよい | 2:05 |
| 16.              | 「メイがいない」                          |           | 久石譲     | 平部やよい         | 2:32 |
| 17.              | 「ねこバス」                              |           | 久石譲     | 平部やよい         | 2:11 |
| 18.              | 「よかったね」                            |           | 久石譲     | 平部やよい         | 1:15 |
| 19.              | 「となりのトトロ -エンディング主題歌-」   |           | 久石譲     | 久石譲             | 4:17 |
| 20.              | 「さんぽ」                                |           | 久石譲     | 武市昌久           | 2:43 |
| 合計時間:        | 合計時間:                                 | 合計時間: | 45:08      |                    |      |

### サウンドブック
1988年9月25日にCD（32ATC-171）とLP（25AGL-3062）とカセットテープ（25AGC-2062）が徳間ジャパンコミュニケーションズから発売され、1996年11月21日（TKCA-71027）と2004年8月25日（TKCA-72726）にCDが2018年11月3日にLP（TJJA-10016）がそれぞれ再発された。
| 全作曲: 久石譲。 |                                       |           |            |          |      |
| #                | タイトル                              | 作詞      | 作曲・編曲 | 編曲     | 時間 |
| 1.               | 「風のとおり道 〜Acoustic Version〜」 |           | 久石譲     | 宮野弘紀 | 4:27 |
| 2.               | 「おかあさん」                        |           | 久石譲     | 大森俊之 | 4:27 |
| 3.               | 「五月の村」                          |           | 久石譲     | 篠田元一 | 3:16 |
| 4.               | 「さんぽ」                            |           | 久石譲     | 篠田元一 | 3:37 |
| 5.               | 「となりのトトロ」                    |           | 久石譲     | 大森俊之 | 3:31 |
| 6.               | 「まいご」                            |           | 久石譲     | 篠田元一 | 3:53 |
| 7.               | 「すすわたり」                        |           | 久石譲     | 大森俊之 | 3:13 |
| 8.               | 「ねこバス」                          |           | 久石譲     | 篠田元一 | 3:54 |
| 9.               | 「小さな写真」                        |           | 久石譲     | 篠田元一 | 3:59 |
| 10.              | 「風のとおり道」                      |           | 久石譲     | 大森俊之 | 3:42 |
| 合計時間:        | 合計時間:                             | 合計時間: | 37:59      |          |      |

### ドラマ編
1989年2月25日にCD（24ATC-174~5）が1992年11月25日にカセットテープ（TKTA-20265）が徳間ジャパンコミュニケーションズから発売され、1996年11月21日（TKCA-71028）にCDが再発された。
収録曲
1. さんぽ
2. 五月の村
3. 風のとおり道
4. となりのトトロ

### ハイテックシリーズ
1990年1月25日にCD（TKCA-30014）とカセットテープ（TKTA-20008）が徳間ジャパンコミュニケーションズから発売され、1996年11月21日（TKCA-71029）と2004年8月25日（TKCA-72727）にCDが再発された。
収録曲
| 全作曲: 久石譲、全編曲: 信田かずお。 |                    |       |            |      |
| #                                    | タイトル           | 作詞  | 作曲・編曲 | 時間 |
| 1.                                   | 「となりのトトロ」 |       | 久石譲     | 5:13 |
| 2.                                   | 「さんぽ」         |       | 久石譲     | 4:03 |
| 3.                                   | 「まいご」         |       | 久石譲     | 3:33 |
| 4.                                   | 「すすわたり」     |       | 久石譲     | 4:21 |
| 5.                                   | 「ネコバス」       |       | 久石譲     | 4:14 |
| 6.                                   | 「風のとおり道」   |       | 久石譲     | 7:24 |
| 7.                                   | 「五月の村」       |       | 久石譲     | 4:19 |
| 8.                                   | 「おかあさん」     |       | 久石譲     | 4:28 |
| 9.                                   | 「小さな写真」     |       | 久石譲     | 4:27 |
| 合計時間:                            | 合計時間:          | 42:02 |            |      |

### オーケストラストーリーズ「となりのトトロ」
解説
トトロのストーリーを糸井重里によるナレーションと、オーケストラによる音楽で再現。2003年に久石譲のコンサートにて初演された。物語に入る前に、「さんぽ」のメロディーに合わせてオーケストラの楽器紹介が行われる。CDは2002年10月23日に徳間ジャパンコミュニケーションズ（TKCA-72453）より、オーケストラスコアは全音楽譜出版社より発売されている。
スタッフ
- 作曲・編曲・ピアノ演奏 - 久石譲
- 演奏 - 新日本フィルハーモニー交響楽団
- ナレーション - 糸井重里

収録曲
1. さんぽ（楽器紹介）
2. 五月の村
3. すすわたり〜おかあさん
4. トトロがいた!
5. 風のとおり道
6. まいご
7. ねこバス
8. となりのトトロ

## 受賞歴
- 第3回AVA国際映像ソフトフェア ビデオ部門アニメビデオ賞
- 第12回山路ふみ子映画賞
- 第13回報知映画賞 監督賞
- 第62回キネマ旬報ベスト・テン
  - 日本映画ベストテン第1位
  - 読者選出日本映画ベストテン第1位
  - 読者選出日本映画監督賞
- 第43回毎日映画コンクール
  - 日本映画大賞
  - 大藤信郎賞
- 第29回優秀映画鑑賞会会員選出ベストテン 日本映画第4位
- 第31回ブルーリボン賞 特別賞
- 日本映画ペンクラブ1988年度ベスト5 邦画部門第2位
- 1988年度第24回映画芸術ベストテン 日本映画第1位
- 第6回日本アニメ大賞・アトム賞 最優秀作品賞、脚本部門最優秀賞、美術部門最優秀賞、主題歌部門最優秀賞
- 昭和63年度（第39回）芸術選奨文部大臣賞
- 第20回星雲賞メディア部門[159]
- 芸術選奨芸術作品賞
- 文化庁優秀映画製作奨励金交付作品
- 昭和63年度厚生省・中央児童福祉審議会特別推薦
- シティロード読者選出ベストテン'88 ベストシネマ邦画第1位、ベスト監督第3位
- 1988年度シネフロント・ベストテン 日本映画ベストテン第1位
- 1988年度全国映連賞 作品賞、監督賞
- 第11回アニメグランプリ（アニメージュ）作品賞第1位[160]
- Time Out London誌 アニメ長編映画オールタイムトップ50 第1位
- 日経リサーチが2004年12月27日に発表した「タレント・キャラクターイメージ調査」において、トトロが好意度ランキングで第2位に選ばれた[161]。
- 2007年、文化庁メディア芸術祭「日本のメディア芸術100選」アニメーション部門第8位[162]。

## 売上記録
（日本国内）
| 内容                                                          | 記録 | 補足                                                                                     |
| ------------------------------------------------------------- | --- | ---------------------------------------------------------------------------------------- |
| 興行収入                                                      | 約11.7億円 | 推測                                                                                     |
| 配給収入                                                      | 5.88億円 |                                                                                          |
| 全国動員                                                      | 80万1,680人（35日間） |                                                                                          |
| 『イメージソング集』                                          | 0.5万枚出荷（1987年発売のLP） 4万本出荷（1987年発売のCA） 8.5万枚出荷（1987年発売のCD） 4万枚出荷（1996年発売の再発CD） 0.5万枚出荷（2004年発売の再々発CD） |                                                                                          |
| 『サウンドトラック』                                          | 0.5万枚出荷（1988年発売のLP） 8万本出荷（1988年発売のCA） 17万枚出荷（1988年発売のCD） 9万枚出荷（1996年発売の再発CD） 1万枚出荷（2004年発売の再々発CD）    |                                                                                          |
| 『ドラマ編』                                                  | 0.1万本出荷（1992年発売のCA） 0.2万枚出荷（1989年発売のCD） 0.5万枚出荷（1996年発売の再発CD）                                                               |                                                                                          |
| 『サウンドブック』                                            | 0.2万枚出荷（1988年発売のLP） 3万本出荷（1988年発売のCA） 5万枚出荷（1988年発売のCD） 1.1万枚出荷（1996年発売の再発CD） 0.5万枚出荷（2004年発売の再々発CD） |                                                                                          |
| 『ハイテックシリーズ』                                        | 1.8万本出荷（1990年発売のCA） 4.5万枚出荷（1990年発売のCD） 0.5万枚出荷（1996年発売の再発CD） 0.5万枚出荷（2004年発売の再発CD）                             |                                                                                          |
| 『CD-BOX』                                                    | 0.7万枚出荷（1994年発売のCD） |                                                                                          |
| 『いっしょに歌おう!大きな声で となりのトトロソング&カラオケ』 | 2.5万枚出荷（1999年発売のCD） |                                                                                          |
| 『オーケストラストーリーズ』                                  | 1.2万枚出荷（2002年発売のCD） |                                                                                          |
| 主題歌『さんぽ／となりのトトロ』                              | 7.5万枚出荷（1988年発売のCD） 0.5万枚出荷（2004年発売の再発CD）                                                                                             |                                                                                          |
| VHS・ベータ（徳間版）                                         | 24万本出荷 | 1996年10月時点                                                                           |
| VHS（ブエナビスタ版）                                         | 190万本出荷 | 2003年6月時点                                                                            |
| DVD（ブエナビスタ版、2枚組・特典付）                          | 119.2万枚販売 | 2013年6月時点 2013年7月1日付オリコン週間DVDランキングにて史上初の通算600週目のランクイン |
| Blu-ray Disc                                                  | 0.8万枚販売 | 2012年7月（発売初週）時点                                                                |

## テレビ放送の視聴率
数値はビデオリサーチ調べ、関東地区・世帯・リアルタイム。
| 回数 | 放送日         | 視聴率 |
| ---- | -------------- | ------ |
| 1    | 1989年4月28日  | 21.4%  |
| 2    | 1990年3月30日  | 23.2%  |
| 3    | 1991年7月12日  | 20.3%  |
| 4    | 1994年7月15日  | 22.2%  |
| 5    | 1995年12月22日 | 18.1%  |
| 6    | 1998年6月26日  | 21.7%  |
| 7    | 2000年6月23日  | 21.1%  |
| 8    | 2002年8月2日   | 20.9%  |
| 9    | 2004年7月23日  | 23.0%  |
| 10   | 2006年7月28日  | 22.5%  |
| 11   | 2008年7月18日  | 17.6%  |
| 12   | 2010年7月23日  | 20.2%  |
| 13   | 2012年7月13日  | 18.3%  |
| 14   | 2014年7月11日  | 19.4%  |
| 15   | 2016年11月4日  | 14.2%  |
| 16   | 2018年8月17日  | 14.0%  |
| 17   | 2020年8月14日  | 16.5%  |
| 18   | 2022年8月19日  | 13.7%  |
| 19   | 2024年8月23日  | 13.4%  |

## 舞台作品
2022年、本作品が舞台化され、同年10月8日から2023年1月21日まで、ロイヤル・シェイクスピア・カンパニー（RSC）と日本テレビによる共同製作でイギリス・ロンドンのバービカン劇場にて行われている。エグゼグティブ・プロデューサーは映画の音楽を担当した久石譲が務める。本舞台のチケットは2022年5月17日に発売を開始したが、発売初日だけで2015年に同劇場で上演されたベネディクト・カンバーバッチ主演の『ハムレット』が持っていた初日販売記録を上回る3万枚を販売した。
その後も同公演のチケットが取りにくい状態が続いており、イギリスの現地紙「タイムズ」は「ウェストエンドで最もチケットが売れている公演」と報じた。また、同じく現地紙の「ガーディアン」でも5つ星評価を獲得した。同国の公共放送「英国放送協会」（BBC）も同公演の模様を全国のニュースで取り上げるなど、ロンドンにおいて人気の公演となっている。
また、イギリスの舞台作品・産業を讃える「第23回WhatsOnStage Awards」では最多9部門にノミネートされ、5部門で受賞するという快挙を達成。同国の演劇界で最も権威があるとされている「ローレンス・オリヴィエ賞」でも9部門にノミネートされ、最優秀エンタテインメント・コメディー作品賞や演出賞など、計6部門を受賞した。
日本テレビは2022年10月24日に行われた定例社長会見において、現地で同公演を観劇した同局取締役の沢桂一は「向こうは声だしOKで、トトロの一挙手一投足で会場は大歓声が起こっておりました」とコメントした。なお、同会見開催時点で日本での上演については未定としている。
RSCは2023年11月21日から2024年3月23日まで再演を実施。
2024年6月27日、イギリスを訪問していた天皇の徳仁と皇后の雅子は本作品の公演を鑑賞した。
2025年3月20日からは劇場をジリアン・リン・シアターに移した上で無期限のロングラン上演を行っている。ロンドンにおいて、日本作品によるロングラン公演を行うのは本作品が初めてとなる。

## 関連商品

### 作品本編に関するもの
映像ソフト
- となりのトトロ VHS - 徳間書店/徳間ジャパン/徳間コミュニケーションズ 128GH-22（1988年9月5日）
- となりのトトロ Beta - 徳間書店/徳間ジャパン/徳間コミュニケーションズ 128GB-5022（1988年9月5日）
- となりのトトロ LD - 徳間書店/徳間ジャパン/徳間コミュニケーションズ 98LX-13（1988年9月25日）
- となりのトトロ VHD - 徳間書店/徳間ジャパン/徳間コミュニケーションズ 98HD-1003（1988年9月25日）
- となりのトトロ VHS - ブエナ ビスタ ホーム エンターテイメント（1997年6月27日）
- となりのトトロ DVD - ブエナ ビスタ ホーム エンターテイメント（2001年9月28日）
  - となりのトトロ DVD デジタルリマスター版 - ウォルト・ディズニー・スタジオ・ジャパン（2014年7月16日）
  - DVD（宮崎駿監督作品集） - ウォルト・ディズニー・スタジオ・ジャパン（2014年7月2日）

- となりのトトロ Blu-ray Disc - ウォルト・ディズニー・スタジオ・ジャパン（2012年7月18日）
  - Blu-ray Disc（宮崎駿監督作品集） - ウォルト・ディズニー・スタジオ・ジャパン（2014年7月2日）

出版（徳間書店）
- となりのトトロ（ポエム版）（1988年2月29日）ISBN 978-4-19-703621-9
  - 中川李枝子が書いた詩に宮崎駿が描いた水彩画を添えている。映画本編の内容には触れていない。

- となりのトトロ―フィルムコミック（1）（1988年6月30日）ISBN 4-19-778561-5
- となりのトトロ―フィルムコミック（2）（1988年6月30日）ISBN 4-19-778562-3
- となりのトトロ―フィルムコミック（3）（1988年6月30日）ISBN 4-19-778563-1
- となりのトトロ―フィルムコミック（4）（1988年6月30日）ISBN 4-19-778564-X
- となりのトトロ（徳間アニメ絵本）（1988年6月30日）ISBN 4-19-703684-1
- 『となりのトトロ』 69巻、徳間書店〈ロマンアルバム・エクストラ〉、1988年6月。ISBN 4-19-720157-5。
- 宮崎駿 著、鈴木敏夫 編『ロマンアルバム特別編集 となりのトトロ絵コンテ集』徳間書店、1988年6月30日。ASIN B00MSFSI72。NACSIS-CATレコードID BB18850323、雑誌コード 61577-94。
- 『The art of Totoro』 13巻、アニメージュ編集部 編さん、徳間書店〈ジブリTHE ARTシリーズ〉、1988年8月20日。ISBN 4-19-818580-8。
- 『ジブリロマンアルバム・となりのトトロ』アニメージュ編集部 編さん、徳間書店、1988年6月30日。ISBN 4-19-720157-5。
- 「となりのトトロ」よりもののけ通信（1988年10月31日）ISBN 4-19-669596-5
- 『スタジオジブリ作品関連資料集 型録 II』 2巻、スタジオジブリ 編さん、徳間書店〈ジブリTHE ARTシリーズ〉、1996年8月。ISBN 978-4-1986-0560-5。
- となりのトトロ（スタジオジブリ絵コンテ全集3）（2001年6月30日）ISBN 4-19-861378-8

※以下は徳間書店以外
- となりのトトロ（小学館<ジス・イズ・アニメーション>、1988年5月、新装版2008年7月ほか）ISBN 4-09-103812-3
- ジブリの教科書3 となりのトトロ（文春ジブリ文庫、2013年6月）ISBN 978-4-16-812002-2
- シネマコミック3 となりのトトロ（文春ジブリ文庫、2013年7月）ISBN 978-4-16-812102-9

音楽
- となりのトトロ ソング＆カラオケ 徳間ジャパンコミュニケーションズ（1999年12月1日）TKCA-71780
- スタジオジブリ 宮崎駿&久石譲 サントラBOX [Box set, Limited Edition] (CD) 徳間ジャパンコミュニケーションズ（2014年7月16日）

### 関連書籍
- 久保つぎこ『小説 となりのトトロ』原作・絵 宮崎駿、アニメージュ文庫、1988年4月。徳間書店（愛蔵版）、2021年8月。ISBN 978-4-19-865361-3
- 宮崎駿／写真 和田久士 『トトロの住む家』（朝日新聞社、1991年12月／岩波書店（増訂版）、2011年1月）ISBN 978-4-00-025797-8
- 『トトロの生まれたところ』（宮崎駿監修、スタジオジブリ編、岩波書店、2018年5月）ISBN 978-4-00-061273-9
- 『となりのトトロ　宮﨑駿イメージボード全集3』（スタジオジブリ編、岩波書店、2025年3月）ISBN 978-4000288330
- 木原浩勝 『ふたりのトトロ 宮崎駿と『となりのトトロ』の時代』（講談社、2018年9月／講談社文庫（増訂版）、2023年10月）、スタッフの回想
- 『子どもりょうり絵本：ジブリの食卓 となりのトトロ』（スタジオジブリ監修、主婦の友社編著、2022年10月）ISBN 978-4-07-452558-4

派生作品
- 『めいとこねこバス』、短編作品、2002年より三鷹の森ジブリ美術館で公開[133][134]。